# Comanche (Teksas)
Comanche – miasto w Stanach Zjednoczonych, w stanie Teksas, w hrabstwie Comanche. W 2007 roku liczyło 4 482 mieszkańców.